# World Games 2017/Teilnehmer (Estland)
| Gelbes Symbol für Goldmedaillen mit stilisierten Olympischen Ringen | Graues Symbol für Silbermedaillen mit stilisierten Olympischen Ringen | Braundes Symbol für Bronzemedaillen mit stilisierten Olympischen Ringen |
| ------------------------------------------------------------------- | --------------------------------------------------------------------- | ----------------------------------------------------------------------- |
| —                                                                   | —                                                                     | —                                                                       |

Estland nahm in Breslau an den World Games 2017 teil. Die Delegation bestand aus 7 Athleten.

## Teilnehmer nach Sportarten

### Billard
| Athleten      | Wettbewerb | Achtelfinale | Achtelfinale | Viertelfinale | Viertelfinale | Halbfinale    | Halbfinale    | Finale / Platz 3 | Finale / Platz 3 | Rang          |
| Athleten      | Wettbewerb | Gegner       | Ergebnis     | Gegner        | Ergebnis      | Gegner        | Ergebnis      | Gegner           | Ergebnis         | Rang          |
| ------------- | ---------- | ------------ | ------------ | ------------- | ------------- | ------------- | ------------- | ---------------- | ---------------- | ------------- |
| Mixed         |            |              |              |               |               |               |               |                  |                  |               |
| Andres Petrov | Snooker    | Kyren Wilson | 1:3          | ausgeschieden | ausgeschieden | ausgeschieden | ausgeschieden | ausgeschieden    | ausgeschieden    | ausgeschieden |

### Orientierungslauf
| Frauen                                                   |               |                 |                 |
| Evely Kaasiku                                            | Sprint        | 16:22,20 min    | 27              |
| Annika Rihma                                             | Sprint        | 16:10,50 min    | 23              |
| Evely Kaasiku                                            | Mittelstrecke | 41:42,00 min    | 22              |
| Annika Rihma                                             | Mittelstrecke | 40:21,00 min    | 20              |
| Männer                                                   |               |                 |                 |
| Kristo Heinmann                                          | Sprint        | 16:37,10 min    | 32              |
| Kenny Kivikas                                            | Sprint        | 15:58,00 min    | 26              |
| Kristo Heinmann                                          | Mittelstrecke | disqualifiziert | disqualifiziert |
| Kenny Kivikas                                            | Mittelstrecke | 40:10,00 min    | 28              |
| Mixed                                                    |               |                 |                 |
| Annika Rihma Kenny Kivikas Kristo Heinmann Evely Kaasiku | Staffel       | 1:09:35 h       | 14              |

#### Standard Tänze
| Paar                |    |    |    |    |    |   |   |   |   |   |               |               |    |
| Baile Orb Ergo Lukk | 11 | 20 | 14 | 15 | 14 | 4 | 4 | 4 | 2 | 6 | ausgeschieden | ausgeschieden | 15 |